# منتخب غانا لكرة السلة للسيدات
منتخب غانا لكرة السلة للسيدات (بالإنجليزية: Ghana women's national basketball team) هو ممثل غانا الرسمي في المنافسات الدولية في كرة السلة للسيدات. كان الفريق يفتقر باستمرار إلى الدعم الحكومي وغالبًا ما كان قادرًا على المنافسة فقط بسبب مساعدة الأفراد.